# Țeretelevo, Plovdiv
Țeretelevo (în bulgară Церетелево) este un sat în comuna Săedinenie, regiunea Plovdiv,  Bulgaria. 

## Demografie
Componența etnică a satului Țeretelevo
     Bulgari (90,62%)
     Romi (2,55%)
     Nicio identificare (6,81%)
     Altele (0%)
La recensământul din 2011, populația satului Țeretelevo era de 352 locuitori. Din punct de vedere etnic, majoritatea locuitorilor (90,62%) erau bulgari, cu o minoritate de romi (2,55%). Pentru 6,81% din locuitori nu este cunoscută apartenența etnică.